# Феном
Феном - совокупность фенотипов организма. Подобно геному и протеому, включающим в себя все гены и белки организма, феном представляет сумму его фенотипических черт. Изучению фенотипов посвящена феномика, так же как геномика - изучению геномов и протеомика - изучению протеомов. Существуют проекты, посвященные изучению феномов собаки, мыши, крысы; предложена концепция международного проекта "Феном Человека". В 2007 году создана феномная база данных по биполярному расстройству.

## Внешние ссылки
- Mouse Phenome Database - База данных по феномам мыши.
- Canine Phenome Project - проект "Феном Собаки"
- The National BioResource Project for the Rat in Japan - Rat Phenome Database